# Bürgerinitiative Landwende

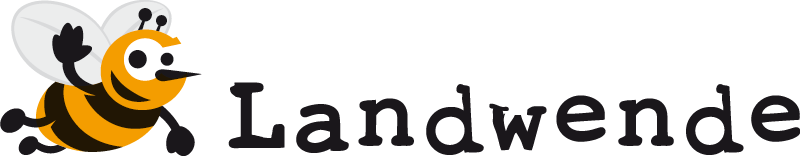
Das Logo der Bürgerinitiative Landwende zeigt stilisierte Biene im Flug.

Die Bürgerinitiative Landwende ist eine Bürgervereinigung, die über die Gefahren der Agrarindustrie aufklären und auf Alternativen im Sinn einer „enkeltauglichen Landwirtschaft“ hinwirken will.

## Geschichte
Die Bürgerinitiative Landwende wurde im September 2001 in Mecklenburg-Vorpommern im Lassaner Winkel in der damaligen Gemeinde Pulow als Reaktion auf einen Pestizidunfall gegründet. Infolge eines Unfalls bei der agrarindustriellen Ausbringung des von der Firma Syngenta produzierten Pestizids „Brasan“, das den Wirkstoff Clomazone enthält, berichteten Menschen von Gesundheitsbeschwerden, wurden Pflanzen in Privatgärten beschädigt und erlitten Bio-Bauern massive Ernteverluste. Mit dem Vorfall waren unter anderem das Mecklenburg-Vorpommersche Landwirtschaftsministerium und das Bundeslandwirtschaftsministerium befasst. Weitere Unfälle mit Clomazone-haltigen Pestiziden in der Region wurden 2004 und 2011 bekannt.
Ziel der Bürgerinitiative ist es, auf die Gefahren der Agrarindustrie aufmerksam zu machen und auf eine „enkeltaugliche Landwirtschaft“ hinzuwirken. Sie widmet sich dabei insbesondere den Themen Bodengesundheit, Verlust der Artenvielfalt, Giftfreiheit und bäuerliche Landwirtschaft. Die Bürgerinitiative versteht sich als unabhängig und parteilos.
Zu den Partnern der unabhängigen Bürgerinitiative zählen die Schweisfurth Stiftung, das Umweltinstitut München, PAN Germany, Agrar Koordination, Meine Landwirtschaft, Campact, die Biosupermarktkette Basic und die von Johannes Heimrath, einem Mitbegründer der Bürgerinitiative, herausgegebene Zeitschrift Oya.

## Aktivitäten

### Kampagne „Ackergifte? Nein danke!“

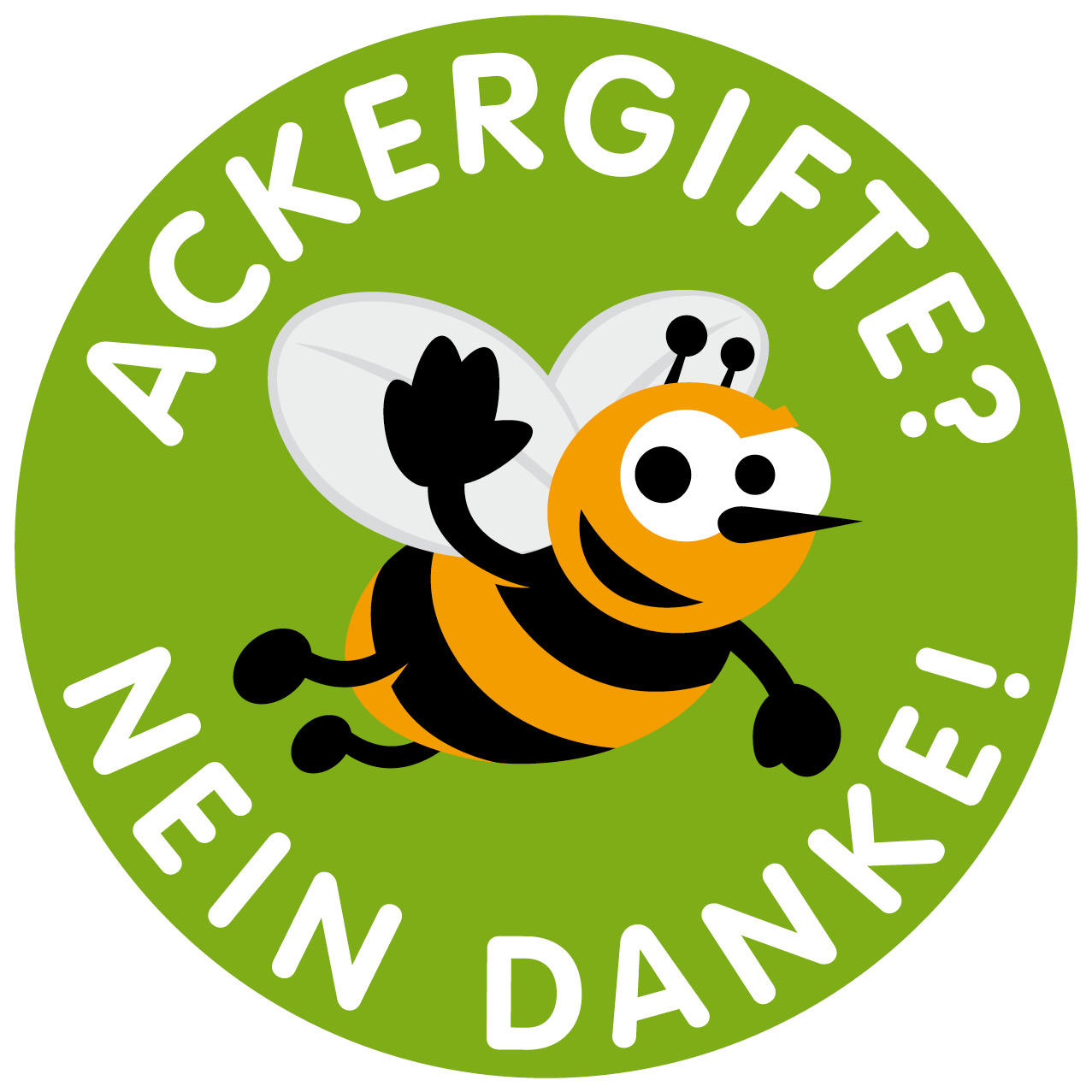
Das Logo der Kampagne „Ackergifte? Nein danke!“

2012 startete die Bürgerinitiative die Kampagne „Ackergifte? Nein danke!“, die 2014 mit einer Website an die Öffentlichkeit ging. Die Kampagne fordert die Beendigung jeglichen Einsatzes von Pestiziden, die sie als „Ackergifte“ bezeichnet, und insbesondere des weltweit meisteingesetzten Herbizidwirkstoffs Glyphosat. Darüber hinaus setzt sie sich einerseits für die Durchführung bürgerinitiierter Studien über die Gefahren von Pestiziden ein und fordert andererseits die Landwirtschaftsministerien von Bund und Ländern dazu auf, entsprechende Forschungen zu veranlassen. Das Kampagnen-Logo basiert auf dem „Atomkraft? Nein danke“-Logo und zeigt eine Biene auf grünem Grund. Die Adaption wurde von der dänischen Antiatomkraftorganisation OOA genehmigt. Zu den Unterstützerinnen und Unterstützern der Kampagne zählen unter anderen Michael Succow, Franz-Theo Gottwald, Hans Rudolf Herren, Michael Braungart, Carina Weber, Hubert Weiger, Sarah Wiener, Bertram Verhaag, Gisela Sengl und Martin Häusling. Begleitend zur Kampagne verfasste die Publizistin Ute Scheub das Buch Ackergifte? Nein danke!

### Aktion „Urinale 2015“
Um eine Datengrundlage zur Belastung der Bevölkerung mit dem deutschlandweit und weltweit meisteingesetzten Herbizidwirkstoff Glyphosat zu erhalten, rief die Bürgerinitiative im Rahmen der Aktion „Urinale 2015“ die Bevölkerung dazu auf, ihren Urin auf Rückstände von Glyphosat testen zu lassen. Dazu konnten Urinprobe-Sets bei der Bürgerinitiative bestellt werden. Zudem fanden an 23 Orten in ganz Deutschland durch regionale Veranstaltungspartner selbstorganisierte „Urinale“-Veranstaltungen statt, bei denen Interessierte Urinprobe-Sets erhielten und über die Gefahren von Pestiziden aufgeklärt wurden. Die Biosupermarktkette Basic legte ebenfalls Urinprobe-Sets in ihren Filialen aus.
Zunächst wurden die Urinproben an das Bundeslandwirtschaftsministerium mit der Bitte um Untersuchung gesendet. Nachdem dieses abgelehnt hatte, wurden die Proben durch die Veterinärmedizinerin und Glyphosat-Expertin Monika Krüger in dem von ihr mitbegründeten unabhängigen Privatlabor BioCheck in Leipzig zum Selbstkostenpreis untersucht.
Am 4. März 2016 wurden die Ergebnisse der Öffentlichkeit in einer Pressekonferenz in den Räumlichkeiten der Heinrich-Böll-Stiftung in Berlin vorgestellt: Zwischen Oktober 2015 und Januar 2016 hatten insgesamt 2011 selbstzahlende Probandinnen und Probanden ihren Urin auf Rückstände von Glyphosat testen lassen. Von 2009 auswertbaren Proben waren in 2001 Proben Rückstände von Glyphosat nachweisbar. 8 Proben, also 0,4 Prozent, lagen unter der Nachweisgrenze des angewendeten Testverfahrens. Somit waren 99,6 Prozent der untersuchten Proben mit Rückständen von Glyphosat belastet. Diese deutschlandweit und weltweit bislang umfassendste Datenerhebung zur Belastung der Bevölkerung mit Glyphosatrückständen mache Monika Krüger zufolge den weiteren Forschungsbedarf in Hinblick auf die Belastung mit und die gesundheitlichen Auswirkungen von Glyphosat deutlich. Die Ergebnisse werden in einem durch Peer-Review überprüftem Fachartikel veröffentlicht.
48 Abgeordnete des Europäischen Parlaments aus 13 Mitgliedsstaaten nahmen sich die Aktion »Urinale 2015« zum Vorbild und ließen ihren Urin auf Rückstände von Glyphosat untersuchen. Den am 12. Mai 2016 veröffentlichten Ergebnissen zufolge waren 100 Prozent der untersuchten Proben positiv.

### Appell an Bundesumweltministerium und Umweltbundesamt
Am 17. März 2016 appellierte die Bürgerinitiative in einem Brief an die Bundesumweltministerin Barbara Hendricks und an die Präsidentin des Umweltbundesamts Maria Krautzberger, sich gegen die Wiederzulassung des Herbizids Glyphosat auf EU-Ebene auszusprechen. In einer Pressemitteilung wurden die in dem Brief aufgeführten Argumente öffentlich gemacht.